# Aditi

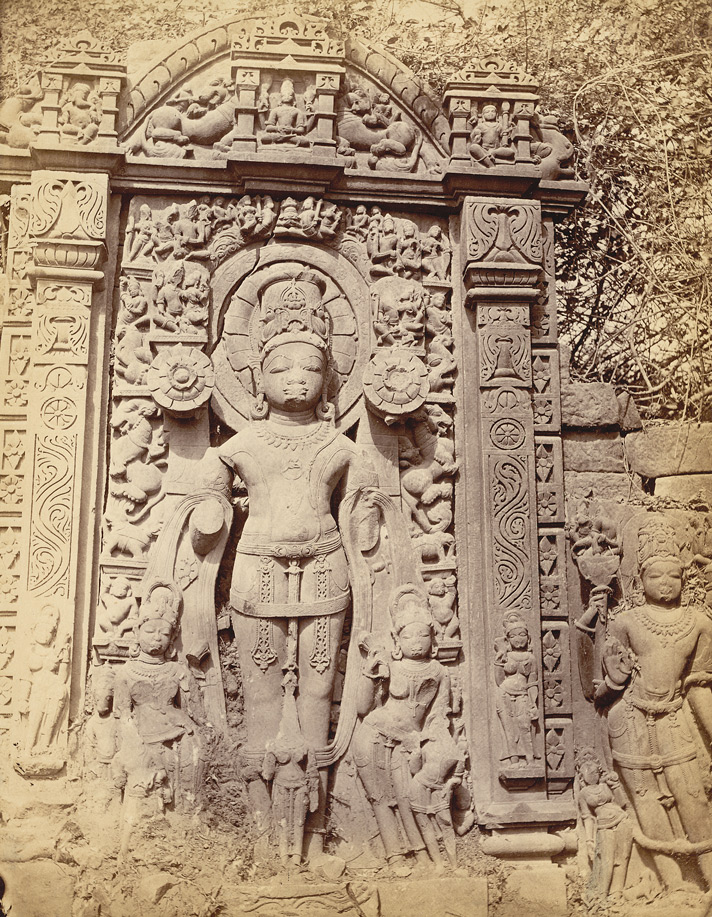
Aditi, foto genomen ca. 1870

In het hindoeïsme is Aditi ("grenzeloos", "vrij van beperkingen" of "oneindigheid") een godin van het hemelgewelf, bewustzijn, het verleden, de toekomst en vruchtbaarheid. Het is een moedergodin, ze is de personificatie van de aarde. Haar boezem is de aardnavel.
Ze is een oude godin, moeder van Agni (vuur) en de Aditya's (door Kasyapa). Ook wordt zij gezien als moeder van Vishnoe. Ze wordt in de Veda's ook beschouwd als de vrouw van Brahma, samen met hem kreeg zij Daksha. In de Rig Veda (10.72) is Aditi niet alleen de moeder, maar ook de dochter van Daksha.
Ze wordt vaak geassocieerd met de onsterfelijke koe en ze belichaamt oneindig licht en eendracht. Ze kan ziekten genezen en gelovigen verlossen van hun zonden, ze heeft te maken met de mens als universeel en goddelijk wezen. Haar zus Diti staat juist in verband met het individuele en aparte in de mens.